# Пјано Росо (Латина)
Пјано Росо је насеље у Италији у округу Латина, региону Лацио.
Према процени из 2011. у насељу је живело 183 становника. Насеље се налази на надморској висини од 37 м.